# Let’s Dance/Staffel 11
Die 11. Staffel der Live-Tanzshow Let’s Dance wurde mit der Kennenlernshow am 9. März 2018 eröffnet und fand im Finale am 8. Juni seinen Abschluss.

## Die Show
Bereits am 30. November 2017, weit im Vorfeld der späteren Staffelankündigungen, wurde bekannt, dass Sylvie Meis nach sieben Jahren als Moderatorin der Sendung ausscheidet und durch Victoria Swarovski, Siegerin der neunten Staffel von 2016, ersetzt wird. Ferner schließen sich die Ausscheidungsrunden nun direkt an die Kennenlernshow an, welche gleichzeitig die 100. Ausgabe des Formats war. Durch den lediglich einwöchigen Abstand haben die Kandidaten vor der ersten Entscheidung die bisher kürzeste Trainingszeit. Eine Neuerung betrifft auch das Zuschauervoting, das nun zusätzlich über das Gewinnspielportal winario möglich ist.
Da sich die Jury bei dem am 13. April ausgetragenen Boys-vs.-Girls-Battle auf keine Siegerformation einigen und somit auch keine gemeinsame Bewertung abgeben konnte, ergab hier erstmals der Schnitt aus drei Einzelnoten das Gesamtergebnis für die Gruppen. Die Frauen erhielten acht Punkte (8+10+5) und errangen damit erstmals den Sieg, die Männer unterlagen mit sieben Punkten (8+6+7).
Die Teamtänze in der siebten Show, die einerseits zu französischen, andererseits zu italienischen Titeln präsentiert wurden, setzten sich erstmals aus sechs Teilen zusammen, nämlich dem Solo jedes der vier beteiligten Paare sowie gemeinsamen Auftritten am Anfang und Schluss der Darbietung. Anführen durften die Formationen die beiden Punktbesten aus bislang allen Jurywertungen. Julia Dietze entschied sich für Ingolf Lück, Roman Lochmann und Iris Mareike Steen als Mitstreiter von „Team Frankreich“, Thomas Hermanns wählte dagegen Judith Williams, Barbara Meier und Bela Klentze in das „Team Italien“, welches schließlich den Sieg davontragen konnte. Die einzelnen Tänze beider Auftritte wurden jeweils aus einem Potpourri zehn verschiedener Standard- und Lateinstile kombiniert.
Moderator Daniel Hartwich wurde in der Sendung vom 16. März krankheitsbedingt von Oliver Geissen vertreten. Auch Barbara Meier musste für eine Woche pausieren, nachdem drei Tage vor der vierten Show ihre Großmutter gestorben war. Nachdem sie in der Folgesendung ausgeschieden war, konnte sie am 27. April dennoch auf das Parkett zurückkehren, da Jimi Blue Ochsenknecht aufgrund eines gebrochenen Mittelfußknochens unfreiwillig aufgeben musste. Außerdem ereilte Oana Nechiti kurz vor dem gemeinsamen Auftritt mit Bela Klentze am 27. April eine Muskelverletzung, sodass ihr Tanzpartner an diesem Abend von Marta Arndt unterstützt wurde. Dieser wiederum zog sich während der achten Sendung einen Kreuzbandriss zu, als er beim Quickstep umknickte. Klentzes Darbietung musste daraufhin vorerst abgebrochen werden, ehe er in der Folgewoche auf ärztliches Anraten schließlich ausschied.
Ingolf Lück und Ekaterina Leonova wiesen im Halbfinale die schlechteste Jurywertung auf, konnten aber durch die meisten Zuschaueranrufe ins Finale vorrücken. Dort gelang ihnen mit den meisten Jurypunkten der Sieg.

## Kandidaten
| Platz | Kandidat                         | Profitänzer          |
| ----- | -------------------------------- | -------------------- |
| 01    | Ingolf Lück                      | Ekaterina Leonova    |
| 02    | Judith Williams                  | Erich Klann          |
| 03    | Barbara Meier                    | Sergiu Luca          |
| 04    | Julia Dietze                     | Massimo Sinató       |
| 05    | Iris Mareike Steen               | Christian Polanc     |
| 06    | Thomas Hermanns                  | Regina Luca          |
| 07    | Bela Klentze                     | Oana Nechiti         |
| 07    | Bela Klentze                     | Marta Arndt (Show 6) |
| 08    | Roman Lochmann                   | Katja Kalugina       |
| 09    | Charlotte Würdig                 | Valentin Lusin       |
| 10    | Jimi Blue Ochsenknecht           | Renata Lusin         |
| 11    | Eduardo Andrés Lopez ("Chakall") | Marta Arndt          |
| 12    | Heiko Lochmann                   | Kathrin Menzinger    |
| 13    | Jessica Paszka                   | Robert Beitsch       |
| 14    | Tina Ruland                      | Vadim Garbuzov       |

## Tänze
| Show                            | Datum          | Tänze in der Show |
| ------------------------------- | -------------- | --- |
| Kennenlernshow                  | 09. März 2018  | Cha-Cha-Cha, Quickstepp, Langsamer Walzer oder Wiener Walzer |
| 1. Show                         | 16. März 2018  | Cha-Cha-Cha, Quickstepp, Langsamer Walzer oder Wiener Walzer |
| 2. Show – 80er-Jahre-Special    | 23. März 2018  | Cha-Cha-Cha, Slowfox, Jive, Paso Doble, Rumba, Quickstepp oder Tango                                                                                                 |
| 3. Show                         | 06. April 2018 | Cha-Cha-Cha, Paso Doble, Salsa, Jive, Tango, Wiener Walzer, Contemporary Dance, Quickstepp oder Rumba                                                                |
| 4. Show – 90er-Jahre-Special    | 13. April 2018 | Salsa, Tango, Rumba, Quickstepp, Contemporary Dance, Wiener Walzer oder Jive sowie ein Boys-vs.-Girls-Battle                                                         |
| 5. Show – 2000er-Special        | 20. April 2018 | Cha-Cha-Cha, Quickstepp, Slowfox, Samba, Paso Doble, Salsa, Rumba, Jive oder Tango                                                                                   |
| 6. Show                         | 27. April 2018 | Jive, Wiener Walzer, Slowfox, Rumba, Tango Argentino, Contemporary Dance oder Samba                                                                                  |
| 7. Show – TV-Melodien-Special   | 04. Mai 2018   | Jive, Tango, Rumba, Salsa, Langsamer Walzer, Paso Doble oder Contemporary Dance, sowie ein gruppenweise bewerteter Teamtanz („Frankreich“ gegen „Italien“)           |
| 8. Show                         | 11. Mai 2018   | Samba, Rumba, Slowfox, Quickstepp, Salsa oder Contemporary Dance, sowie ein Discofox-Marathon aller sieben Paare                                                     |
| 9. Show – Magic-Moments-Special | 18. Mai 2018   | Freestyle-Programme zu einem Magic Moment, sowie Tanzduelle (Charleston, Streetdance, Bollywood)                                                                     |
| 10. Show                        | 25. Mai 2018   | Einer der noch nicht gezeigten Tänze (Jive, Slowfox, Contemporary Dance, Quickstepp), sowie eine Fusion-Performance zu Flower-Power-Titeln jedes verbliebenen Paares |
| 11. Show – Halbfinale           | 01. Juni 2018  | Zwei der noch nicht gezeigten Tänze (Jive, Tango, Paso Doble, Samba, Slowfox), sowie improvisierte Tänze (Quickstepp, Rumba, Cha-Cha-Cha, Wiener Walzer)             |
| 12. Show – Finale               | 08. Juni 2018  | Jurytanz, Lieblingstanz sowie ein Freestyle |

## Ergebnisse
| Paar                                      | Platz | Letzter Tanz                       | Auf- takt | 1  | 2  | 3  | 4 1  | 5  | 6    | 7 3   | 8 4   | 9          | 10       | 11          | 12          | ø je Tanz |
| ----------------------------------------- | ----- | ---------------------------------- | --------- | -- | -- | -- | ---- | -- | ---- | ----- | ----- | ---------- | -------- | ----------- | ----------- | --------- |
| Ingolf Lück & Ekaterina Leonova           | 1     | Quickstepp, Tango, Freestyle       | 18        | 25 | 29 | 19 | 23+7 | 17 | 22   | 18+18 | 29+2  | 49 21+28   | 52 22+30 | 66 25+20+21 | 89 29+30+30 | 24,00     |
| Judith Williams & Erich Klann             | 2     | Salsa, Paso Doble, Freestyle       | 21        | 24 | 26 | 20 | 25+8 | 18 | 29   | 30+25 | 23+8  | 52 25+27   | 56 28+28 | 76 28+23+25 | 87 27+30+30 | 25,63     |
| Barbara Meier & Sergiu Luca               | 3     | Salsa, Langsamer Walzer, Freestyle | 17        | 20 | 17 | 26 | – 2  | 25 | 24 2 | 30+25 | 25+6  | 56 27+29   | 46 24+22 | 76 22+27+27 | 78 24+30+24 | 24,44     |
| Julia Dietze & Massimo Sinató             | 4     | Samba, Paso Doble, Wiener Walzer   | 16        | 21 | 26 | 25 | 24+8 | 30 | 28   | 25+18 | 30+4  | 59 30+29   | 55 30+25 | 83 27+30+26 |             | 26,38     |
| Iris Mareike Steen & Christian Polanc     | 5     | Quickstepp, Fusion                 | 13        | 15 | 10 | 15 | 17+8 | 12 | 13   | 12+18 | 17+3  | 40 5 20+20 | 37 17+20 |             |             | 15,46     |
| Thomas Hermanns & Regina Luca             | 6     | Freestyle, Charleston              | 19        | 23 | 27 | 21 | 28+7 | 29 | 29   | 22+25 | 20+10 | 47 21+26   |          |             |             | 24,09     |
| Bela Klentze & Oana Nechiti • Marta Arndt | 7     | Quickstepp, Discofox               | 13        | 12 | 13 | 16 | 20+7 | 23 | 19   | 23+25 | 17+1  | –          |          |             |             | 17,33     |
| Roman Lochmann & Katja Kalugina           | 8     | Tango, Slowfox                     | 10        | 15 | 13 | 22 | 28+7 | 12 | 18   | 17+18 |       |            |          |             |             | 16,88     |
| Charlotte Würdig & Valentin Lusin         | 9     | Rumba                              | 18        | 24 | 19 | 25 | 24+8 | 26 | 22   |       |       |            |          |             |             | 22,57     |
| Jimi Blue Ochsenknecht & Renata Lusin     | 10    | Rumba                              | 14        | 16 | 26 | 21 | 28+7 | 24 | –    |       |       |            |          |             |             | 21,50     |
| Chakall & Marta Arndt                     | 11    | Wiener Walzer                      | 6         | 7  | 10 | 7  | 12+7 |    |      |       |       |            |          |             |             | 08,40     |
| Heiko Lochmann & Kathrin Menzinger        | 12    | Salsa                              | 12        | 12 | 20 | 19 |      |    |      |       |       |            |          |             |             | 15,75     |
| Jessica Paszka & Robert Beitsch           | 13    | Slowfox                            | 14        | 14 | 16 |    |      |    |      |       |       |            |          |             |             | 14,67     |
| Tina Ruland & Vadim Garbuzov              | 14    | Cha-Cha-Cha                        | 12        | 14 |    |    |      |    |      |       |       |            |          |             |             | 13,00     |

Grüne Zahlen: höchste erreichte Jury-Punktzahl der Show
Rote Zahlen: niedrigste erreichte Jury-Punktzahl der Show
Nach Jury- und Zuschauervoting Letztplatzierte
Weitergekommen ohne Präsentation eines Tanzes
Durch Direktticket vor Ausscheiden geschützt
Verletzungsbedingte Aufgabe
* Punkte in Normalgröße: Wertungen in Standardtänzen oder vergleichbaren Tänzen (bilden Durchschnittswert)
* Punkte in Kleinschrift in oberer Zeile: Wertungen für Sondertänze
* Punkte in Kleinschrift in unterer Zeile: Zusammensetzung der Gesamtwertung bei zwei oder mehr Standardtänzen
1 Das Endergebnis setzt sich aus der Wertung für einen Paartanz und der Teamleistung im Battle zusammen.
2 Barbara Meier trat wegen eines Trauerfalls in der Familie am 13. April nicht an und rückte nach ihrer späteren Abwahl für den am 23. April verletzungsbedingt ausgeschiedenen Jimi Blue Ochsenknecht nach.
3 Das Endergebnis setzt sich aus den Wertungen für einen Paartanz und für den Teamtanz zusammen.
4 Das Endergebnis setzt sich aus der Wertung für einen Paartanz und zusätzlichen 1–10 Punkten für den Discofox-Marathon zusammen.
5 Iris Mareike Steen rückte für den am 15. Mai verletzungsbedingt ausgeschiedenen Bela Klentze nach.

## Einzelne Tanzwochen
| Promi                  | Profi                                               | Tanz             | Musik                                                                           | Gesamt |
| ---------------------- | --------------------------------------------------- | ---------------- | ------------------------------------------------------------------------------- | ------ |
| Jessica Paszka         | Christian Polanc, Robert Beitsch und Valentin Lusin | Cha-Cha-Cha      | Jennifer Lopez – Ain’t Your Mama                                                | 14     |
| Julia Dietze           | Christian Polanc, Robert Beitsch und Valentin Lusin | Cha-Cha-Cha      | Jennifer Lopez – Ain’t Your Mama                                                | 16     |
| Tina Ruland            | Christian Polanc, Robert Beitsch und Valentin Lusin | Cha-Cha-Cha      | Jennifer Lopez – Ain’t Your Mama                                                | 12     |
| Barbara Meier          | Renata Lusin, Massimo Sinató und Regina Luca        | Quickstepp       | Cheap Trick – I Want You to Want Me                                             | 17     |
| Jimi Blue Ochsenknecht | Renata Lusin, Massimo Sinató und Regina Luca        | Quickstepp       | Cheap Trick – I Want You to Want Me                                             | 14     |
| Thomas Hermanns        | Renata Lusin, Massimo Sinató und Regina Luca        | Quickstepp       | Cheap Trick – I Want You to Want Me                                             | 19     |
| Charlotte Würdig       | Erich Klann, Sergiu Luca und Vadim Garbuzov         | Langsamer Walzer | Debby Boone – You Light Up My Life                                              | 18     |
| Iris Mareike Steen     | Erich Klann, Sergiu Luca und Vadim Garbuzov         | Langsamer Walzer | Debby Boone – You Light Up My Life                                              | 13     |
| Judith Williams        | Erich Klann, Sergiu Luca und Vadim Garbuzov         | Langsamer Walzer | Debby Boone – You Light Up My Life                                              | 21     |
| Ingolf Lück            | Oana Nechiti und Ekaterina Leonova                  | Wiener Walzer    | Queen – We Are the Champions                                                    | 18     |
| Bela Klentze           | Oana Nechiti und Ekaterina Leonova                  | Wiener Walzer    | Queen – We Are the Champions                                                    | 13     |
| Chakall                | Marta Arndt, Katja Kalugina und Kathrin Menzinger   | Cha-Cha-Cha      | Fergie feat. Q-Tip & GoonRock – A Little Party Never Killed Nobody (All We Got) | 6      |
| Heiko Lochmann         | Marta Arndt, Katja Kalugina und Kathrin Menzinger   | Cha-Cha-Cha      | Fergie feat. Q-Tip & GoonRock – A Little Party Never Killed Nobody (All We Got) | 12     |
| Roman Lochmann         | Marta Arndt, Katja Kalugina und Kathrin Menzinger   | Cha-Cha-Cha      | Fergie feat. Q-Tip & GoonRock – A Little Party Never Killed Nobody (All We Got) | 10     |

| Tanzpaar                              | Tanz             | Musik                                                           | Gesamt |
| ------------------------------------- | ---------------- | --------------------------------------------------------------- | ------ |
| Jessica Paszka & Robert Beitsch       | Cha-Cha-Cha      | Pitbull feat. Ke$ha – Timber                                    | 14     |
| Tina Ruland & Vadim Garbuzov          | Cha-Cha-Cha      | Olivia Newton-John – Physical                                   | 14     |
| Barbara Meier & Sergiu Luca           | Quickstepp       | John Travolta & Olivia Newton-John – You’re the One That I Want | 20     |
| Heiko Lochmann & Kathrin Menzinger    | Cha-Cha-Cha      | Madcon feat. Ray Dalton – Don’t Worry                           | 12     |
| Iris Mareike Steen & Christian Polanc | Langsamer Walzer | Jasmine Thompson – Sweet Child o’ Mine (Cover)                  | 15     |
| Jimi Blue Ochsenknecht & Renata Lusin | Quickstepp       | Dick Brave and the Backbeats – Freedom! ’90 (Cover)             | 16     |
| Charlotte Würdig & Valentin Lusin     | Langsamer Walzer | Leona Lewis – A Moment Like This                                | 24     |
| Chakall & Marta Arndt                 | Cha-Cha-Cha      | Elvis Crespo – Suavemente                                       | 7      |
| Bela Klentze & Oana Nechiti           | Wiener Walzer    | Ed Sheeran & Beyoncé – Perfect Duet                             | 12     |
| Julia Dietze & Massimo Sinató         | Cha-Cha-Cha      | Ofenbach – Be Mine                                              | 21     |
| Thomas Hermanns & Regina Luca         | Quickstepp       | The Pointer Sisters – I’m So Excited                            | 23     |
| Roman Lochmann & Katja Kalugina       | Cha-Cha-Cha      | Shawn Mendes – There’s Nothing Holdin’ Me Back                  | 15     |
| Ingolf Lück & Ekaterina Leonova       | Wiener Walzer    | Billy Joel – Piano Man                                          | 25     |
| Judith Williams & Erich Klann         | Langsamer Walzer | Elvis Costello – She                                            | 24     |

| Tanzpaar                              | Tanz        | Musik                                                              | Gesamt |
| ------------------------------------- | ----------- | ------------------------------------------------------------------ | ------ |
| Charlotte Würdig & Valentin Lusin     | Cha-Cha-Cha | Sandra – Everlasting Love                                          | 19     |
| Roman Lochmann & Katja Kalugina       | Slowfox     | Die Ärzte – Zu spät                                                | 13     |
| Bela Klentze & Oana Nechiti           | Jive        | Elton John – I’m Still Standing                                    | 13     |
| Jimi Blue Ochsenknecht & Renata Lusin | Paso Doble  | Queen – Another One Bites the Dust                                 | 26     |
| Jessica Paszka & Robert Beitsch       | Slowfox     | Madonna – Like a Virgin                                            | 16     |
| Thomas Hermanns & Regina Luca         | Cha-Cha-Cha | Ottawan – Hands Up (Give Me Your Heart)                            | 27     |
| Iris Mareike Steen & Christian Polanc | Paso Doble  | Survivor – Burning Heart                                           | 10     |
| Barbara Meier & Sergiu Luca           | Rumba       | Terence Trent D’Arby – Sign Your Name                              | 17     |
| Chakall & Marta Arndt                 | Rumba       | Stevie Wonder – I Just Called to Say I Love You                    | 10     |
| Judith Williams & Erich Klann         | Cha-Cha-Cha | Irene Cara – Flashdance … What a Feeling                           | 26     |
| Heiko Lochmann & Kathrin Menzinger    | Quickstepp  | Extrabreit – Hurra, hurra, die Schule brennt                       | 20     |
| Julia Dietze & Massimo Sinató         | Rumba       | Prince and The Revolution – Purple Rain                            | 26     |
| Ingolf Lück & Ekaterina Leonova       | Tango       | Rockwell feat. Michael & Jermaine Jackson – Somebody’s Watching Me | 29     |

| Tanzpaar                              | Tanz          | Musik                                         | Gesamt |
| ------------------------------------- | ------------- | --------------------------------------------- | ------ |
| Bela Klentze & Oana Nechiti           | Cha-Cha-Cha   | Ofenbach vs. Nick Waterhouse – Katchi         | 16     |
| Barbara Meier & Sergiu Luca           | Paso Doble    | Carl Orff – O Fortuna                         | 26     |
| Jimi Blue Ochsenknecht & Renata Lusin | Salsa         | Santana feat. The Product G&B – Maria Maria   | 21     |
| Chakall & Marta Arndt                 | Jive          | The Monkees – I’m a Believer                  | 7      |
| Charlotte Würdig & Valentin Lusin     | Tango         | Patti Smith Group – Because the Night         | 25     |
| Thomas Hermanns & Regina Luca         | Wiener Walzer | Sonny & Cher – I Got You Babe                 | 21     |
| Roman Lochmann & Katja Kalugina       | Jive          | Buddy vs. DJ The Wave – Ab in den Süden       | 22     |
| Iris Mareike Steen & Christian Polanc | Contemporary  | Selena Gomez – Only You                       | 15     |
| Ingolf Lück & Ekaterina Leonova       | Cha-Cha-Cha   | Rod Stewart – Da Ya Think I’m Sexy?           | 19     |
| Julia Dietze & Massimo Sinató         | Quickstepp    | Johnny Cash & Tennessee Two – I Walk the Line | 25     |
| Heiko Lochmann & Kathrin Menzinger    | Salsa         | Kay One feat. Pietro Lombardi – Señorita      | 19     |
| Judith Williams & Erich Klann         | Rumba         | The Police – Every Breath You Take            | 20     |

| Tanzpaar                              | Tanz          | Musik                                            | Gesamt |
| ------------------------------------- | ------------- | ------------------------------------------------ | ------ |
| Julia Dietze & Massimo Sinató         | Salsa         | Enrique Iglesias – Bailamos                      | 24     |
| Iris Mareike Steen & Christian Polanc | Tango         | Pet Shop Boys – Go West                          | 17     |
| Thomas Hermanns & Regina Luca         | Rumba         | Vanessa Williams – Save the Best for Last        | 28     |
| Jimi Blue Ochsenknecht & Renata Lusin | Tango         | Faithless – Insomnia                             | 28     |
| Judith Williams & Erich Klann         | Quickstepp    | Ace of Base – All That She Wants                 | 25     |
| Roman Lochmann & Katja Kalugina       | Contemporary  | Backstreet Boys – As Long as You Love Me         | 28     |
| Chakall & Marta Arndt                 | Wiener Walzer | Bryan Adams – Have You Ever Really Loved a Woman | 12     |
| Charlotte Würdig & Valentin Lusin     | Jive          | Die Prinzen – Alles nur geklaut                  | 24     |
| Bela Klentze & Oana Nechiti           | Rumba         | Ten Sharp – You                                  | 20     |
| Ingolf Lück & Ekaterina Leonova       | Contemporary  | Falco – Out of the Dark                          | 23     |
|                                       |               |                                                  |        |
| Team Girls                            | Freestyle     | Tic Tac Toe – Ich find’ dich scheiße             | 8      |
| Team Boys                             | Freestyle     | Shaggy – Boombastic                              | 7      |

| Tanzpaar                              | Tanz        | Musik                                     | Gesamt |
| ------------------------------------- | ----------- | ----------------------------------------- | ------ |
| Iris Mareike Steen & Christian Polanc | Cha-Cha-Cha | Anastacia – I’m Outta Love                | 12     |
| Ingolf Lück & Ekaterina Leonova       | Quickstepp  | Hermes House Band – Country Roads         | 17     |
| Bela Klentze & Oana Nechiti           | Slowfox     | Razorlight – Wire to Wire                 | 23     |
| Charlotte Würdig & Valentin Lusin     | Samba       | Shakira feat. Alejandro Sanz – La tortura | 26     |
| Barbara Meier & Sergiu Luca           | Cha-Cha-Cha | No Angels – Daylight in Your Eyes         | 25     |
| Roman Lochmann & Katja Kalugina       | Paso Doble  | Evanescence – Bring Me to Life            | 12     |
| Judith Williams & Erich Klann         | Salsa       | Marc Anthony – Aguanilé                   | 18     |
| Jimi Blue Ochsenknecht & Renata Lusin | Rumba       | Echt – Weinst du                          | 24     |
| Thomas Hermanns & Regina Luca         | Jive        | Metro Station – Shake It                  | 29     |
| Julia Dietze & Massimo Sinató         | Tango       | Marilyn Manson – Tainted Love             | 30     |

| Tanzpaar                              | Tanz            | Musik                                                           | Gesamt |
| ------------------------------------- | --------------- | --------------------------------------------------------------- | ------ |
| Ingolf Lück & Ekaterina Leonova       | Jive            | Mando Diao – Dance with Somebody                                | 22     |
| Roman Lochmann & Katja Kalugina       | Wiener Walzer   | Amy Winehouse – To Know Him Is to Love Him (Cover)              | 18     |
| Thomas Hermanns & Regina Luca         | Slowfox         | Frank Sinatra – New York, New York                              | 29     |
| Charlotte Würdig & Valentin Lusin     | Rumba           | Vonda Shepard – I Only Want to Be with You (Cover)              | 22     |
| Iris Mareike Steen & Christian Polanc | Jive            | Meghan Trainor – Dear Future Husband                            | 13     |
| Barbara Meier & Sergiu Luca           | Tango Argentino | Shakira – Objection (Tango)                                     | 24     |
| Judith Williams & Erich Klann         | Contemporary    | Sleeping at Last – Every Little Thing She Does Is Magic (Cover) | 29     |
| Julia Dietze & Massimo Sinató         | Wiener Walzer   | Nazareth – Love Hurts                                           | 28     |
| Bela Klentze & Marta Arndt            | Samba           | Sérgio Mendes & Brasil ’66 – Mas que nada                       | 19     |

| Tanzpaar                              | Tanz | Musik | Gesamt |
| ------------------------------------- | --- | --- | ------ |
| Julia Dietze & Massimo Sinató         | Jive | The Contours – Do You Love Me (aus Dirty Dancing) | 25     |
| Roman Lochmann & Katja Kalugina       | Tango | Gerardo Matos Rodríguez – La cumparsita (aus Manche mögen’s heiß) | 17     |
| Iris Mareike Steen & Christian Polanc | Rumba | Tom Odell – Another Love (aus der Telekom-Werbung 2013) | 12     |
| Ingolf Lück & Ekaterina Leonova       | Salsa | Jim Carrey – Cuban Pete (aus Die Maske) | 18     |
| Barbara Meier & Sergiu Luca           | Langsamer Walzer | Sia – My Love (aus Eclipse – Biss zum Abendrot) | 30     |
| Bela Klentze & Oana Nechiti           | Paso Doble | Gossip – Heavy Cross (aus der Dior-Werbung 2011) | 23     |
| Thomas Hermanns & Regina Luca         | Contemporary | ABBA – The Winner Takes It All (aus Mamma Mia!) | 22     |
| Judith Williams & Erich Klann         | Paso Doble | Georges Bizet – Habanera (aus Carmen) | 30     |
|                                       | | |        |
| Team „Surprise“                       | Cha-Cha-Cha (alle), Rumba (Julia & Massimo), Samba (Ingolf & Ekaterina), Slowfox (Roman & Katja), Tango (Iris Mareike & Christian), Jive (alle) | Medley: Vanessa Paradis – Joe le taxi • Jane Birkin & Serge Gainsbourg – Je t’aime … moi non plus • Alizée – Moi… Lolita • Joe Dassin – Les Champs-Élysées • Édith Piaf – Non, je ne regrette rien • Zaz – Je veux  | 18     |
| Team „Famiglia“                       | Cha-Cha-Cha (alle), Rumba (Thomas & Regina), Quickstepp (Judith & Erich), Samba (Bela & Oana), Tango (Barbara & Sergiu), Wiener Walzer (alle)   | Medley: Umberto Tozzi – Gloria • Zucchero & Paul Young – Senza una donna • Adriano Celentano – Azzurro • Tiziano Ferro – Perdono • Gianna Nannini – Bello e impossibile • Eros Ramazzotti – Se bastasse una canzone | 25     |

| Tanzpaar                              | Tanz         | Musik | Gesamt |
| ------------------------------------- | ------------ | --- | ------ |
| Barbara Meier & Sergiu Luca           | Samba        | Barry Manilow – Copacabana | 25     |
| Ingolf Lück & Ekaterina Leonova       | Rumba        | Ozzy Osbourne – Dreamer | 29     |
| Judith Williams & Erich Klann         | Slowfox      | Robbie Williams – Beyond the Sea | 23     |
| Bela Klentze & Oana Nechiti           | Quickstepp   | James Blunt – When I Find Love Again | 17     |
| Thomas Hermanns & Regina Luca         | Samba        | Dieter Thomas Kuhn – Sag’ mir quando, sag’ mir wann | 20     |
| Iris Mareike Steen & Christian Polanc | Salsa        | Enrique Iglesias – Rhythm Divine | 17     |
| Julia Dietze & Massimo Sinató         | Contemporary | Emeli Sandé – Clown | 30     |
|                                       |              | |        |
| alle Paare                            | Discofox     | Medley: Michelle – In 80 Küssen um die Welt • Tim Toupet feat. Frenzy Blitz – Ich liebe Dich (obwohl Du …) • Lorenz Büffel – Johnny Däpp • Peter Wackel – Ich verkaufe meinen Körper • Mickie Krause – Einhorn • Mickie Krause – Geh mal Bier hol’n (GmBh) • Helene Fischer – Achterbahn |        |

| Tanzpaar                                                            | Tanz        | Musik                                                                                                   | Gesamt |
| ------------------------------------------------------------------- | ----------- | --- | ------ |
| Thomas Hermanns & Regina Luca                                       | Freestyle   | John Paul Young – Love Is in the Air                                                                    | 21     |
| Barbara Meier & Sergiu Luca                                         | Freestyle   | Medley: Udo Jürgens – Ich war noch niemals in New York • Jay-Z feat. Alicia Keys – Empire State of Mind | 27     |
| Ingolf Lück & Ekaterina Leonova                                     | Freestyle   | Yann Tiersen – Mother’s Journey                                                                         | 21     |
| Iris Mareike Steen & Christian Polanc                               | Freestyle   | Maria Mena – All This Time (Pick-Me-Up Song)                                                            | 20     |
| Judith Williams & Erich Klann                                       | Freestyle   | John Miles – Music                                                                                      | 25     |
| Julia Dietze & Massimo Sinató                                       | Freestyle   | Bob Dylan – Knockin’ on Heaven’s Door                                                                   | 30     |
|                                                                     |             | |        |
| Thomas Hermanns & Regina Luca Ingolf Lück & Ekaterina Leonova       | Charleston  | Sailor – Girls, Girls, Girls                                                                            | 26 28  |
| Iris Mareike Steen & Christian Polanc Julia Dietze & Massimo Sinató | Streetdance | Salt-N-Pepa – Push It                                                                                   | 20 29  |
| Barbara Meier & Sergiu Luca Judith Williams & Erich Klann           | Bollywood   | B21 – Darshan                                                                                           | 29 27  |

| Tanzpaar                              | Tanz                         | Musik                                                                 | Gesamt |
| ------------------------------------- | ---------------------------- | --------------------------------------------------------------------- | ------ |
| Judith Williams & Erich Klann         | Jive                         | Tina Turner – Proud Mary                                              | 28     |
| Judith Williams & Erich Klann         | Fusion (Rumba & Slowfox)     | Scott McKenzie – San Francisco (Be Sure to Wear Flowers in Your Hair) | 28     |
| Ingolf Lück & Ekaterina Leonova       | Slowfox                      | Monty Python – Always Look on the Bright Side of Life…                | 22     |
| Ingolf Lück & Ekaterina Leonova       | Fusion (Rumba & Tango)       | Amen Corner – (If Paradise Is) Half as Nice                           | 30     |
| Barbara Meier & Sergiu Luca           | Contemporary                 | Beyoncé – Halo                                                        | 24     |
| Barbara Meier & Sergiu Luca           | Fusion (Samba & Quickstepp)  | Nancy Sinatra – These Boots Are Made for Walkin’                      | 22     |
| Julia Dietze & Massimo Sinató         | Slowfox                      | Etta James – I Just Want to Make Love to You                          | 30     |
| Julia Dietze & Massimo Sinató         | Fusion (Rumba & Quickstepp)  | Dusty Springfield – Son of a Preacher Man                             | 25     |
| Iris Mareike Steen & Christian Polanc | Quickstepp                   | Judy Garland – Get Happy                                              | 17     |
| Iris Mareike Steen & Christian Polanc | Fusion (Cha-Cha-Cha & Tango) | The Doors – Light My Fire                                             | 20     |

| Tanzpaar                        | Tanz                          | Musik                                                         | Gesamt |
| ------------------------------- | ----------------------------- | ------------------------------------------------------------- | ------ |
| Barbara Meier & Sergiu Luca     | Jive                          | Wanda Jackson – Let’s Have a Party                            | 22     |
| Barbara Meier & Sergiu Luca     | Slowfox                       | The Cardigans – Lovefool                                      | 27     |
| Barbara Meier & Sergiu Luca     | Rumba (Improvisation)         | Elton John – Sacrifice                                        | 27     |
| Judith Williams & Erich Klann   | Tango                         | Astor Piazzolla – Libertango                                  | 28     |
| Judith Williams & Erich Klann   | Samba                         | Luis Fonsi & Demi Lovato – Échame la culpa                    | 23     |
| Judith Williams & Erich Klann   | Cha-Cha-Cha (Improvisation)   | Michael Jackson & Justin Timberlake – Love Never Felt So Good | 25     |
| Ingolf Lück & Ekaterina Leonova | Paso Doble                    | James Horner – The Plaza of Execution                         | 25     |
| Ingolf Lück & Ekaterina Leonova | Samba                         | Gipsy Kings – Bem bem Maria                                   | 20     |
| Ingolf Lück & Ekaterina Leonova | Quickstepp (Improvisation)    | The Chordettes – Mr. Sandman                                  | 21     |
| Julia Dietze & Massimo Sinató   | Samba                         | J Balvin & Willy William – Mi gente                           | 27     |
| Julia Dietze & Massimo Sinató   | Paso Doble                    | The Animals – Don’t Let Me Be Misunderstood                   | 30     |
| Julia Dietze & Massimo Sinató   | Wiener Walzer (Improvisation) | Aerosmith – Crazy                                             | 26     |

| Tanzpaar                        | Tanz             | Musik | Gesamt |
| ------------------------------- | ---------------- | --- | ------ |
| Barbara Meier & Sergiu Luca     | Salsa            | Enrique Iglesias feat. Descemer Bueno & Zion y Lennox – Súbeme la radio | 24     |
| Barbara Meier & Sergiu Luca     | Langsamer Walzer | Sia – My Love | 30     |
| Barbara Meier & Sergiu Luca     | Freestyle        | Medley aus Bodyguard | 24     |
| Judith Williams & Erich Klann   | Salsa            | Yuri Buenaventura – Salsa | 27     |
| Judith Williams & Erich Klann   | Paso Doble       | Georges Bizet – Habanera | 30     |
| Judith Williams & Erich Klann   | Freestyle        | Medley aus Wicked – Die Hexen von Oz | 30     |
| Ingolf Lück & Ekaterina Leonova | Quickstepp       | John Travolta & Olivia Newton-John – We Go Together | 29     |
| Ingolf Lück & Ekaterina Leonova | Tango            | Rockwell feat. Michael & Jermaine Jackson – Somebody’s Watching Me | 30     |
| Ingolf Lück & Ekaterina Leonova | Freestyle        | Medley aus den Shrek-Filmen: Smash Mouth – I’m a Believer • John Cale – Hallelujah • Jennifer Saunders – Holding Out for a Hero • Rolf Løvland – Fairytale (Überarbeitung von Secret Garden – Nocturne) | 30     |

## Tanztabelle
| Paar                     | Kennenlern- show | Show 1           | Show 2      | Show 3         | Show 4         | Show 4                            | Show 5      | Show 6          | Show 7           | Show 7                      | Show 8         | Show 8            | Show 9    | Show 9      | Show 10        | Show 10                      | Show 11    | Show 11    | Show 11                       | Show 12       | Show 12          | Show 12       |
| ------------------------ | ---------------- | ---------------- | ----------- | -------------- | -------------- | --------------------------------- | ----------- | --------------- | ---------------- | --------------------------- | -------------- | ----------------- | --------- | ----------- | -------------- | ---------------------------- | ---------- | ---------- | ----------------------------- | ------------- | ---------------- | ------------- |
| Ingolf & Ekaterina       | Wiener Walzer    | Wiener Walzer    | Tango       | Cha-Cha-Cha    | Contem- porary | Freestyle (Boys-vs.-Girls-Battle) | Quickstepp  | Jive            | Salsa            | Freestyle (Team "Surprise") | Rumba          | Discofox-Marathon | Freestyle | Charleston  | Slowfox        | Fusion (Rumba & Tango)       | Paso Doble | Samba      | Quickstepp (Improvisation)    | Quickstepp    | Tango            | Freestyle     |
| Judith & Erich           | Langsamer Walzer | Langsamer Walzer | Cha-Cha-Cha | Rumba          | Quickstepp     | Freestyle (Boys-vs.-Girls-Battle) | Salsa       | Contem- porary  | Paso Doble       | Freestyle (Team "Famiglia") | Slowfox        | Discofox-Marathon | Freestyle | Bollywood   | Jive           | Fusion (Rumba & Slowfox)     | Tango      | Samba      | Cha-Cha-Cha (Improvisation)   | Salsa         | Paso Doble       | Freestyle     |
| Barbara & Sergiu         | Quickstepp       | Quickstepp       | Rumba       | Paso Doble     |                |                                   | Cha-Cha-Cha | Tango Argentino | Langsamer Walzer | Freestyle (Team "Famiglia") | Samba          | Discofox-Marathon | Freestyle | Bollywood   | Contem- porary | Fusion (Samba & Quickstepp)  | Jive       | Slowfox    | Rumba (Improvisation)         | Salsa         | Langsamer Walzer | Freestyle     |
| Julia & Massimo          | Cha-Cha-Cha      | Cha-Cha-Cha      | Rumba       | Quickstepp     | Salsa          | Freestyle (Boys-vs.-Girls-Battle) | Tango       | Wiener Walzer   | Jive             | Freestyle (Team "Surprise") | Contem- porary | Discofox-Marathon | Freestyle | Streetdance | Slowfox        | Fusion (Rumba & Quickstepp)  | Samba      | Paso Doble | Wiener Walzer (Improvisation) | Tango         | Tango            | Tango         |
| Iris Mareike & Christian | Langsamer Walzer | Langsamer Walzer | Paso Doble  | Contem- porary | Tango          | Freestyle (Boys-vs.-Girls-Battle) | Cha-Cha-Cha | Jive            | Rumba            | Freestyle (Team "Surprise") | Salsa          | Discofox-Marathon | Freestyle | Streetdance | Quickstepp     | Fusion (Cha-Cha-Cha & Tango) |            |            |                               | Salsa         | Salsa            | Salsa         |
| Thomas & Regina          | Quickstepp       | Quickstepp       | Cha-Cha-Cha | Wiener Walzer  | Rumba          | Freestyle (Boys-vs.-Girls-Battle) | Jive        | Slowfox         | Contem- porary   | Freestyle (Team "Famiglia") | Samba          | Discofox-Marathon | Freestyle | Charleston  |                |                              |            |            |                               | Slowfox       | Slowfox          | Slowfox       |
| Bela & Oana • Marta      | Wiener Walzer    | Wiener Walzer    | Jive        | Cha-Cha-Cha    | Rumba          | Freestyle (Boys-vs.-Girls-Battle) | Slowfox     | Samba           | Paso Doble       | Freestyle (Team "Famiglia") | Quickstepp     | Discofox-Marathon |           |             |                |                              |            |            |                               |               |                  |               |
| Roman & Katja            | Cha-Cha-Cha      | Cha-Cha-Cha      | Slowfox     | Jive           | Contem- porary | Freestyle (Boys-vs.-Girls-Battle) | Paso Doble  | Wiener Walzer   | Tango            | Freestyle (Team "Surprise") |                |                   |           |             |                |                              |            |            |                               | Contemporary  | Contemporary     | Contemporary  |
| Charlotte & Valentin     | Langsamer Walzer | Langsamer Walzer | Cha-Cha-Cha | Tango          | Jive           | Freestyle (Boys-vs.-Girls-Battle) | Samba       | Rumba           |                  |                             |                |                   |           |             |                |                              |            |            |                               | Tango         | Tango            | Tango         |
| Jimi Blue & Renata       | Quickstepp       | Quickstepp       | Paso Doble  | Salsa          | Tango          | Freestyle (Boys-vs.-Girls-Battle) | Rumba       |                 |                  |                             |                |                   |           |             |                |                              |            |            |                               | Paso Doble    | Paso Doble       | Paso Doble    |
| Chakall & Marta          | Cha-Cha-Cha      | Cha-Cha-Cha      | Rumba       | Jive           | Wiener Walzer  | Freestyle (Boys-vs.-Girls-Battle) |             |                 |                  |                             |                |                   |           |             |                |                              |            |            |                               | Wiener Walzer | Wiener Walzer    | Wiener Walzer |
| Heiko & Kathrin          | Cha-Cha-Cha      | Cha-Cha-Cha      | Quickstepp  | Salsa          |                |                                   |             |                 |                  |                             |                |                   |           |             |                |                              |            |            |                               | Quickstepp    | Quickstepp       | Quickstepp    |
| Jessica & Robert         | Cha-Cha-Cha      | Cha-Cha-Cha      | Slowfox     |                |                |                                   |             |                 |                  |                             |                |                   |           |             |                |                              |            |            |                               | Cha-Cha-Cha   | Cha-Cha-Cha      | Cha-Cha-Cha   |
| Tina & Vadim             | Cha-Cha-Cha      | Cha-Cha-Cha      |             |                |                |                                   |             |                 |                  |                             |                |                   |           |             |                |                              |            |            |                               | Cha-Cha-Cha   | Cha-Cha-Cha      | Cha-Cha-Cha   |

Höchste Bewertung00Niedrigste Bewertung00Paar ist nicht angetreten00Paar ist ausgeschieden00Nichtbewerteter Finaltanz

## Höchste und niedrigste Bewertung

### Nach Tanz
| Tanz                     | Bester Promi                                                     | Punktzahl | Schlechtester Promi                                                                    | Punktzahl |
| ------------------------ | ---------------------------------------------------------------- | --------- | -------------------------------------------------------------------------------------- | --------- |
| Bollywood                | Barbara Meier                                                    | 29        | Judith Williams                                                                        | 27        |
| Cha-Cha-Cha              | Thomas Hermanns                                                  | 27        | Chakall                                                                                | 6         |
| Charleston               | Ingolf Lück                                                      | 28        | Thomas Hermanns                                                                        | 26        |
| Contemporary             | Julia Dietze                                                     | 30        | Iris Mareike Steen                                                                     | 15        |
| Discofox                 | Thomas Hermanns                                                  | 10 von 10 | Bela Klentze                                                                           | 1 von 10  |
| Freestyle Boys-vs.-Girls | Judith Williams Julia Dietze Iris Mareike Steen Charlotte Würdig | 8 von 10  | Ingolf Lück Thomas Hermanns Bela Klentze Roman Lochmann Jimi Blue Ochsenknecht Chakall | 7 von 10  |
| Freestyle                | Ingolf Lück Judith Williams Julia Dietze                         | 30        | Iris Mareike Steen                                                                     | 20        |
| Jive                     | Thomas Hermanns                                                  | 29        | Chakall                                                                                | 7         |
| Langsamer Walzer         | Barbara Meier                                                    | 30        | Iris Mareike Steen                                                                     | 13        |
| Paso Doble               | Judith Williams Julia Dietze                                     | 30        | Iris Mareike Steen                                                                     | 10        |
| Quickstepp               | Ingolf Lück                                                      | 29        | Jimi Blue Ochsenknecht                                                                 | 14        |
| Rumba                    | Ingolf Lück                                                      | 29        | Chakall                                                                                | 10        |
| Salsa                    | Judith Williams                                                  | 27        | Iris Mareike Steen                                                                     | 17        |
| Samba                    | Julia Dietze                                                     | 27        | Bela Klentze                                                                           | 19        |
| Slowfox                  | Julia Dietze                                                     | 30        | Jessica Paszka                                                                         | 16        |
| Streetdance              | Julia Dietze                                                     | 29        | Iris Mareike Steen                                                                     | 20        |
| Tango                    | Ingolf Lück Julia Dietze                                         | 30        | Roman Lochmann                                                                         | 17        |
| Tango Argentino          | Barbara Meier                                                    | 24        | Barbara Meier                                                                          | 24        |
| Wiener Walzer            | Julia Dietze                                                     | 28        | Chakall Bela Klentze                                                                   | 12        |

Punktezahlen nach drei, zwei oder einer 10-Punkte-Skala der Jury

### Nach Paar
| Tanzpaar                 | Höchstbewerteter Tanz                              | Punktzahl | Niedrigstbewerteter Tanz | Punktzahl |
| ------------------------ | -------------------------------------------------- | --------- | ------------------------ | --------- |
| Barbara & Sergiu         | 2× Langsamer Walzer                                | 30        | Quickstepp Rumba         | 17        |
| Bela & Oana              | Slowfox Paso Doble                                 | 23        | Wiener Walzer            | 12        |
| Chakall & Marta          | Wiener Walzer                                      | 12        | Cha-Cha-Cha              | 6         |
| Charlotte & Valentin     | Samba                                              | 26        | Langsamer Walzer         | 18        |
| Heiko & Kathrin          | Quickstepp                                         | 20        | 2× Cha Cha Cha           | 12        |
| Ingolf & Ekaterina       | Fusion (Rumba & Tango) Tango Freestyle             | 30        | Quickstepp               | 17        |
| Iris Mareike & Christian | Freestyle Streetdance Fusion (Cha-Cha-Cha & Tango) | 20        | Paso Doble               | 10        |
| Jessica & Robert         | Slowfox                                            | 16        | 2× Cha-Cha-Cha           | 14        |
| Jimi Blue & Renata       | Tango                                              | 28        | Quickstepp               | 14        |
| Judith & Erich           | 2× Paso Doble Freestyle                            | 30        | Salsa                    | 18        |
| Julia & Massimo          | Tango Contemporary Freestyle Slowfox Paso Doble    | 30        | Cha-Cha-Cha              | 16        |
| Roman & Katja            | Contemporary                                       | 28        | Cha-Cha-Cha              | 10        |
| Thomas & Regina          | Jive Slowfox                                       | 29        | Quickstepp               | 19        |
| Tina & Vadim             | Cha-Cha-Cha                                        | 14        | Cha-Cha-Cha              | 12        |

Punktezahlen nach drei 10-Punkte-Skalen der Jury